# Elke Richter (Tischtennisspielerin)
Elke Richter (* 4. April 1944 in Wollstein, Reichsgau Wartheland) ist eine deutsche Tischtennisspielerin. Sie gehörte in den 1960er Jahren zu den besten Spielerinnen der DDR und gewann drei nationale Titel.

## Erfolge
Erste Erfolge erzielte Richter bei den Jugend-DDR-Meisterschaften 1955 im Doppel. 1965 wurde sie zusammen mit Carla Strauß DDR-Meisterin im Doppel. Mit Siegfried Lemke holte sie 1966 und 1967 den Titel im Mixed. 1966 wurde sie DDR-Vizemeisterin im Einzel. Zudem erreichte sie noch weitere acht Mal das Endspiel im Doppel (mit Carla Strauß und Petra Stephan) oder Mixed (mit Wolfgang Viebig).
International kam Richter bei den Europameisterschaften 1964 und 1966 sowie bei den Weltmeisterschaften 1965 und 1967 zum Einsatz. Von 1964 bis 1969 wurde sie für 37 DDR-Länderspiele nominiert.
Mitte der 1970er Jahre trainierte sie die Mannschaft von BSG Lok Leipzig Mitte und war im DDR-Tischtennisverband DTTV Vorsitzende der Arbeitsgruppe Nachwuchsentwicklung.

## Seniorenturniere
Nach ihrer Eheschließung trat sie unter dem Namen Elke Hamel auf. Sie spielte noch erfolgreich in nationalen und internationalen Seniorenturnieren. Mit Carla Strauß wurde sie im Doppel in der Klasse Ü50 1996 Europameisterin und 1996 Weltmeisterin. Zuletzt erreichte sie bei den Deutschen Senioren-Einzelmeisterschaften 2009 in Koblenz im Mixed das Endspiel. 2010 wurde sie im Doppel mit Swetlana Fjodorowa Vizeweltmeister im Doppel Ü65.
Hamel gehörte den Vereinen TTV Domstadt Naumburg 75, SG Aufbau Chemnitz (bis 2007), SV Rotation Süd Leipzig (2007–2009), TTC Halle (2009–2013) und dem Freyburger TTV (ab 2013) an.

## Turnierergebnisse
| Verband | Veranstaltung       | Jahr | Ort       | Land | Einzel    | Doppel    | Mixed     | Team |
| ------- | ------------------- | ---- | --------- | ---- | --------- | --------- | --------- | ---- |
| GDR     | Europameisterschaft | 1966 | London    | ENG  | letzte 16 |           |           |      |
| GDR     | Weltmeisterschaft   | 1967 | Stockholm | SWE  | letzte 32 | letzte 64 | letzte 32 | 8    |
| GDR     | Weltmeisterschaft   | 1965 | Ljubljana | YUG  | letzte 32 | letzte 16 | Qual      | 10   |